# MTNR1A
MTNR1A (англ. Melatonin receptor 1A) – білок, який кодується однойменним геном, розташованим у людей на короткому плечі 4-ї хромосоми.  Довжина поліпептидного ланцюга білка становить 350 амінокислот, а молекулярна маса — 39 375.
| 10         |  | 20         |  | 30         |  | 40         |  | 50         |
| ---------- |  | ---------- |  | ---------- |  | ---------- |  | ---------- |
| MQGNGSALPN |  | ASQPVLRGDG |  | ARPSWLASAL |  | ACVLIFTIVV |  | DILGNLLVIL |
| SVYRNKKLRN |  | AGNIFVVSLA |  | VADLVVAIYP |  | YPLVLMSIFN |  | NGWNLGYLHC |
| QVSGFLMGLS |  | VIGSIFNITG |  | IAINRYCYIC |  | HSLKYDKLYS |  | SKNSLCYVLL |
| IWLLTLAAVL |  | PNLRAGTLQY |  | DPRIYSCTFA |  | QSVSSAYTIA |  | VVVFHFLVPM |
| IIVIFCYLRI |  | WILVLQVRQR |  | VKPDRKPKLK |  | PQDFRNFVTM |  | FVVFVLFAIC |
| WAPLNFIGLA |  | VASDPASMVP |  | RIPEWLFVAS |  | YYMAYFNSCL |  | NAIIYGLLNQ |
| NFRKEYRRII |  | VSLCTARVFF |  | VDSSNDVADR |  | VKWKPSPLMT |  | NNNVVKVDSV |
|            |  |            |  |            |  |            |  |            |

A: Аланін

C: Цистеїн

D: Аспарагінова кислота

E: Глутамінова кислота

F: Фенілаланін

G: Гліцин

H: Гістидин

I: Ізолейцин

K: Лізин

L: Лейцин

M: Метіонін

N: Аспарагін

P: Пролін

Q: Глутамін

R: Аргінін

S: Серин

T: Треонін

V: Валін

W: Триптофан

Кодований геном білок за функціями належить до рецепторів, g-білокспряжених рецепторів, білків внутрішньоклітинного сигналінгу. 
Задіяний у такому біологічному процесі як поліморфізм. 
Локалізований у клітинній мембрані, мембрані.